# پسر خودسر
پسر خودسر (به انگلیسی: Wayward Son) فیلمی محصول سال ۱۹۹۹ و به کارگردانی رندال هریس است. در این فیلم بازیگرانی همچون هری کانیک جونیور، پیت پاستویت، پاتریشا کلارکسون، وینسا شا، والتون گاگینز، آفیمو آملامی و مایکل گستن ایفای نقش کرده‌اند.